# Ermengarda z Anjou (1076)
Ermengarda z Anjou (fr. Ermengarde d'Anjou zvaná Blanka, 1018? – 8. března 1076 Fleurey-sur-Ouche) byla hraběnkou z Gâtinais a burgundskou vévodkyní.

## Život
Ermengarda byla dcerou hraběte Fulka Nerry a Hildegardy. Roku 1035 byla provdána za Geoffroye z Gâtinais, porodila mu tři děti a po jeho smrti roku 1043 zůstala šest let vdovou. Podruhé ji příbuzní i přes blízké příbuzenství roku 1049 provdali za vévodu Roberta, králova mladšího syna.
| „               | ... se poté, co zapudil svou legitimní manželku, oddal nectnému a špinavému obcování se sestřenicí... | “ |
| — Jan z Fécampu | |   |

Roku 1060 zemřel Geoffroy, vládnoucí hrabě z Anjou, jenž zůstal i přes svá četná manželství a usilovné snažení bez potomstva. Hraběcí titul po strýci získal Ermengardin prvorozený syn Geoffroy III. Ermengarda byla zavražděna v březnu 1076 při návštěvě kostela a poslední odpočinek našla v benediktinském opatství Saint-Seine.